# European Respiratory Journal
L'European Respiratory Journal è una rivista medica mensile sottoposta a revisione paritaria, che si occupa di pneumologia. È stata fondata nel 1988 ed è pubblicata dalla European Respiratory Society, di cui è la rivista ufficiale.
Il caporedattore è James D. Chalmers (Università di Dundee).
Secondo il Journal Citation Reports, nel 2023 la rivista ha ricevuto un fattore di impatto pari a 17.
Secondo Google Scholar, con un indice H pari a 144, nel 2024 si è posizionata al 2º posto fra titoli presenti nella categoria "Pneumologia".